# Eucosmodon
L'eucosmodonte (gen. Eucosmodon) è un mammifero multitubercolato estinto, appartenente ai cimolodonti. Visse tra il Paleocene inferiore e il Paleocene medio (circa 65 - 62 milioni di anni fa) e i suoi resti fossili sono stati ritrovati in Nordamerica.

## Descrizione
Questo animale, vagamente simile a uno scoiattolo, era dotato di una dentatura inferiore molto simile a quella del ben noto Ptilodus, con grandi incisivi sporgenti e l'unico premolare inferiore dal margine superiore arrotondato e simile a una raspa, con numerose creste trasversali. Anche il primo molare inferiore assomigliava a quello di Ptilodus. Nella specie Eucosmodon molestus, la banda di smalto dentario era limitata alla parte anteriore dell'incisivo, ed è quindi indicativo che questi denti non fossero a crescita continua. 
Lo scheletro postcranico è noto per un esemplare proveniente dal Nuovo Messico e noto come Eucosmodon sp.;  l'ilio era allungato e rettilineo, e si appiattiva nella parte superiore. L'acetabolo era diviso in due superfici articolari, di cui quella anteriore era maggiormente scavata. L'ischio aveva un margine superiore concavo e terminava nella parte posteriore in una struttura appuntita. La regione sinfisale, allungata e solida, era pressoché parallela alla superficie laterale dell'ilio, un carattere unico tra i mammiferi. I due ischi formavano tra di loro un angolo acuto, una disposizione tipica dei multitubercolati. Il femore possedeva una testa articolare quasi sferica, senza depressione per il legamento otturatore. Il collo del femore era ben definito, e il grande trocantere si elevava nettamente al di sopra della testa articolare, dalla quale era separato da un'insenatura profonda. Il piccolo trocantere, robusto, era ben separato dalla parte principale dell'osso. All'estremità distale del femore era presente una grande fossa intercondilare che separava i condili; la superficie articolare era quindi ridotta. Il tarso era più simile a quello dei marsupiali o dei placentati che a quello dei monotremi. Il piede era dotato di cinque dita, e sembra che il primo dito fosse almeno parzialmente opponibile. Le falangi terminali erano dotate di artigli di taglia moderata, leggermente compressi trasversalmente.

## Classificazione
Eucosmodon è un multitubercolato appartenente ai cimolodonti, molto diffusi tra il Cretaceo e il Paleogene. È il genere eponimo della famiglia Eucosmodontidae, comprendente anche Stygimys. 
Il genere Eucosmodon venne istituito da Matthew e Granger nel 1921; a questo genere sono state attribuite varie specie, tutte nordamericane. La specie Eucosmodon americanus venne descritta per la prima volta da Edward Drinker Cope come Neoplagiaulax americanus, ed è nota per fossili provenienti dal Paleocene inferiore del Nuovo Messico; la specie E. molestus è stata considerata una discendente della specie precedente ed è nota per fossili provenienti da terreni del Paleocene medio. E. primus, descritta da Sloan nel 1981, è nota per fossili del Nuovo Messico originariamente riferiti a E. americanus.